# بلومنغ بلو
بلومنغ بلو (بالإنجليزية: Blooming Blue) هي ثالث أسطوانة مطولة للمغنية الكورية الجنوبية كيم تشونغ ها، تم إصداره بواسطة أم أن إتش إنترتينمنت وتوزيعه بواسطة سي جي إيه أند إم قسم الأداء الموسيقي في 18 يوليو 2018.

## الإصدار
تم إصداره في 18 يوليو 2018 ، من خلال العديد من المنصات الموسيقة ، بما في ذلك ميلون و آي تيونز.

## الأغاني
| #  | عنوان           | المدة |
| -- | --------------- | ----- |
| 1. | "BB"            | 1:17  |
| 2. | "Love U"        | 3:10  |
| 3. | "Cherry Kisses" | 3:14  |
| 4. | "Drive"         | 3:16  |
| 5. | "From Now On"   | 3:29  |